# Selvi Clua
Selvi Clua, né le 29 janvier 2005 à El Pinell de Brai, est un footballeur espagnol qui évolue au poste de milieu de terrain.

## Biographie

### Carrière en club
Né à El Pinell de Brai, dans la province de Tarragone en Catalogne espagnole, Selvi Clua est formé par le Girona FC, où il commence sa carrière professionnelle en championnat d'Espagne. Il joue son premier match avec l'équipe première du club le 10 août 2023.
Le 5 novembre 2024, il joue son premier match de Ligue des champions avec le Girona FC, titularisé pour le match contre le PSV Eindhoven de Johan Bakayoko et Luuk de Jong.

## Palmarès
Girona FC
- Championnat d'Espagne
  - Troisième en 2023-24